# Nosy Hara-archipel
Het Nosy Hara-archipel is een archipel van Madagaskar gelegen in de Straat Mozambique, Indische Oceaan. Het behoort tot de regio Diana.
Het eiland bestaat uit 12 onbewoonde eilanden in het uiterste noorden van Madagaskar met als grootste eiland Nosy Hara. Het archipel heeft een unieke natuur en is ook een zeereservaat. Hier komt bijvoorbeeld de in 2007 ontdekte en 2012 beschreven Brookesia micra vandaan.